# Westerhaven (Rotterdam)
De Westerhaven was een haven in Rotterdam. De Westerhaven lag aan de westkant van de Veerhaven in het Scheepvaartkwartier. De haven werd tussen 1852 en 1854 gegraven in het kader van de aanleg het Nieuwe Werk, een uitbreidingsgebied ten westen van de Stadsdriehoek in buitendijks gebied. In deze wijk stond een combinatie van pakhuizen en ruime koopmanshuizen.
De haven was 310 meter lang en 80 meter breed. Ze had een diepte van 5 - 6 m beneden Rottepeil.
Na de opening van de Nieuwe Waterweg bleek de Westerhaven al spoedig te klein voor de grotere zeeschepen die vanaf 1872 Rotterdam aandeden. Ze diende uiteindelijk alleen nog voor grotere binnenvaartschepen die de Rijn bevoeren en zeer kleine zeeschepen. In 1902 werd de haven gedempt. Op het vrijgekomen terrein werden grote woonhuizen gebouwd, die nu veelal als kantoor in gebruik zijn.